# Spårvägen i Grenoble
Spårvägen i Grenoble (franska: Tramway de Grenoble) är ett spårvägsnät i staden Grenoble i Frankrike. Spårvägen består av fyra linjer med totalt 35 km normalspår. 

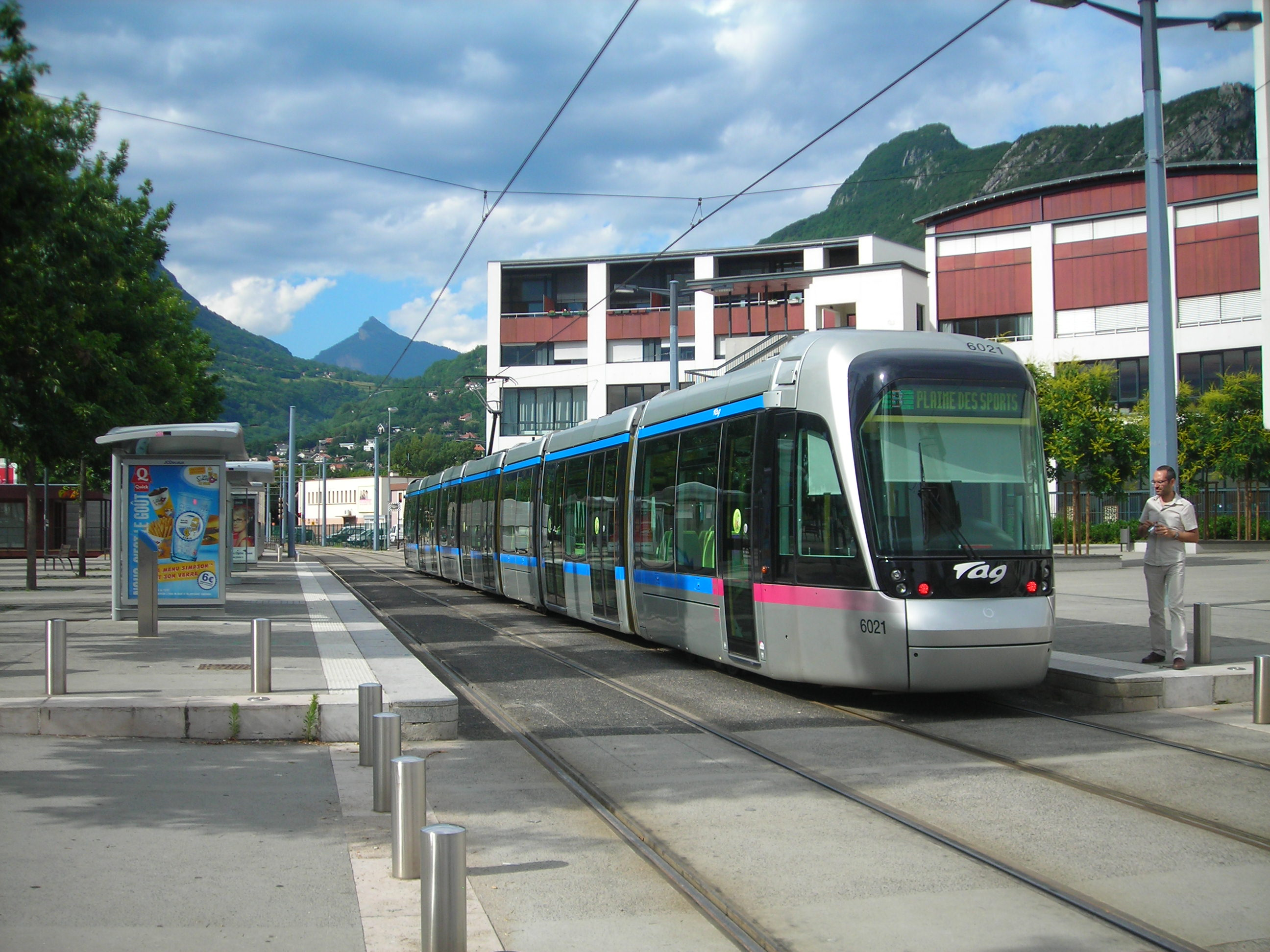
Spårvagn av typ Citadis på Linje B's slutstation

Spårvägen öppnade sin första linje, linje A, den 1 oktober 1987. De övriga linjerna B, C och D öppnades år 1990, år 2006 och år 2007.  Spårvägsnätet utvidgas fortlöpande med nya sträckor. Spårvägen har totalt 103 spårvagnar, alla tillverkade av företaget Alstom. Knappt hälften är av typen Catadis.
Grenoble hade tidigare, mellan åren 1894 och 1952, flera spårvägslinjer med meterspår.

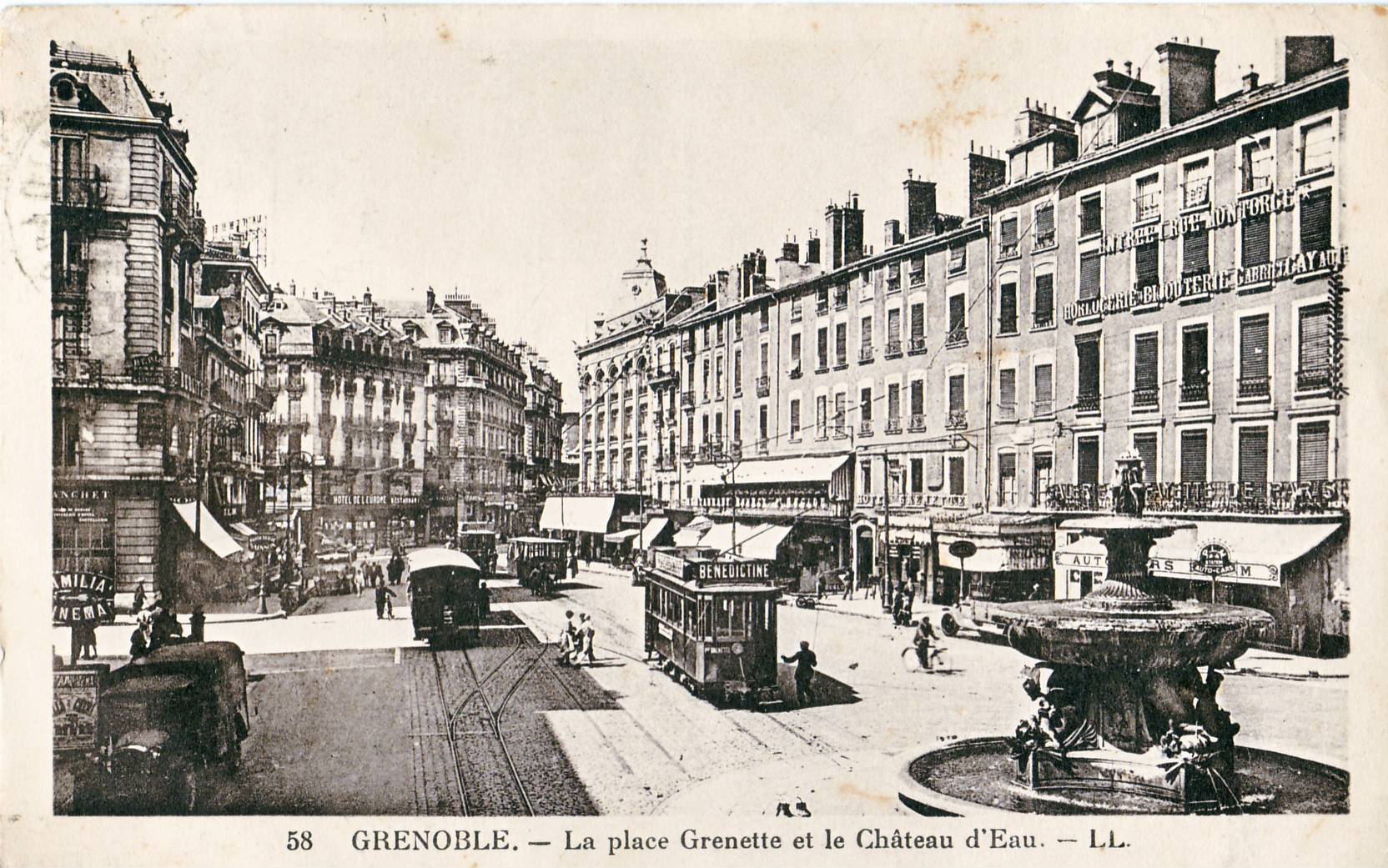
Spårvagn på Place Grenette i Grenoble

Den tidigare trafiken gick förutom i själva Grenoble också som interurbanspårväg på enkelspår längs vägen till olika förorter. Spårvägsnätet avvecklades successivt mellan åren 1933 och  1952.
Grenoble var den andre staden i Frankrike efter Nantes som återinförde spårvägen. 